# Olly Murs
Oliver Stanley Murs (Londres, 14 de maig de 1984), més conegut com a Olly Murs, és un cantant, compositor, ballarí, presentador de televisió, actor de doblatge i director anglès. Va assolir la fama en quedar en segona posició a la sisena edició del talent show britànic The X Factor l'any 2009.
Al novembre de 2010, Murs va publicar el seu àlbum debut homònim, Olly Murs, amb què va aconseguir grans èxits comercials. L'àlbum va vendre més de 600.000 còpies i va ser certificat doble platí. Al novembre de 2011, Murs va publicar el seu segon àlbum, In Case You Don't Know, que va donar lloc a dos senzills número u al seu país.
Al maig de 2011, es va anunciar que Murs tornaria a The X Factor per copresentar l'spin-off The Xtra Factor amb Caroline Flack. La seva autobiografia, Happy Days, es va publicar l'octubre de 2012. Al novembre de 2012, Murs va publicar el seu tercer àlbum Right Place Right Time, amb 6 senzills. El primer, "Troublemaker", va ser el seu quart número u.
El 2019, Murs va donar la veu en anglès de Spike el Doberman en un especial de dues parts de la sèrie de Disney Channel 101 Dalmatian Street titulat "A Summer to Remember".
El mateix any, Murs va fer el seu debut en el doblatge de cinema amb Spies in Disguise.

## Discografia
- Olly Murs (2010)
- In Case You Didn't Know (2011)
- Right Place Right Time (2012)
- Never Been Better (2014)
- 24 Hrs (2016)
- You Know I Know (2018)
- What Have U Been Up 2 (2020)

## Tours
- In Case You Didn't Know Tour (2012)
- Right Place Right Time Tour (2013)
- Never Been Better Tour (2015)
- 24 Hrs Tour (2017)
- You Know I Know Tour (2019)